# Schoghakat-Kirche Täbris

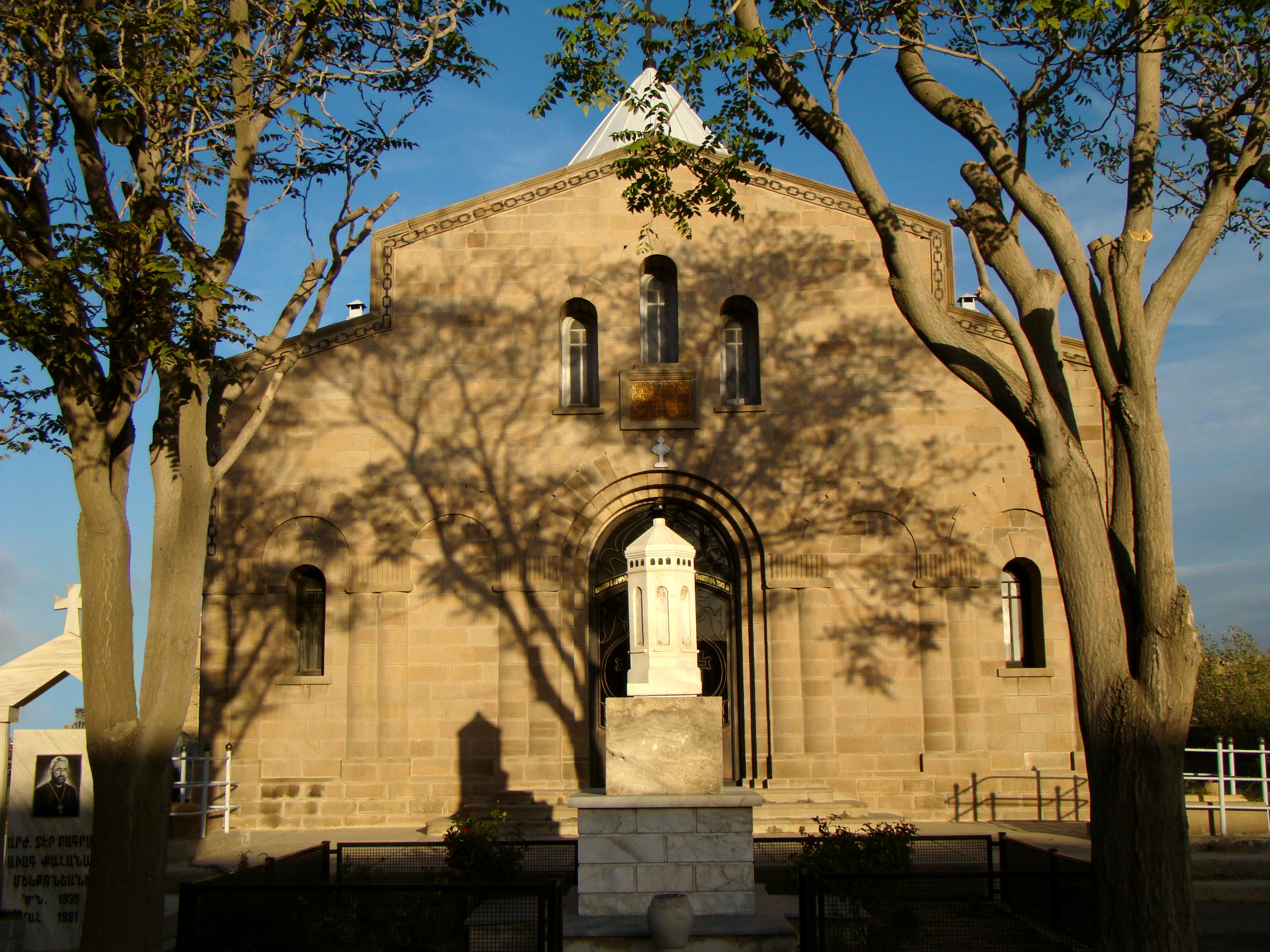
Schoghakat-Kirche in Täbris, 2008

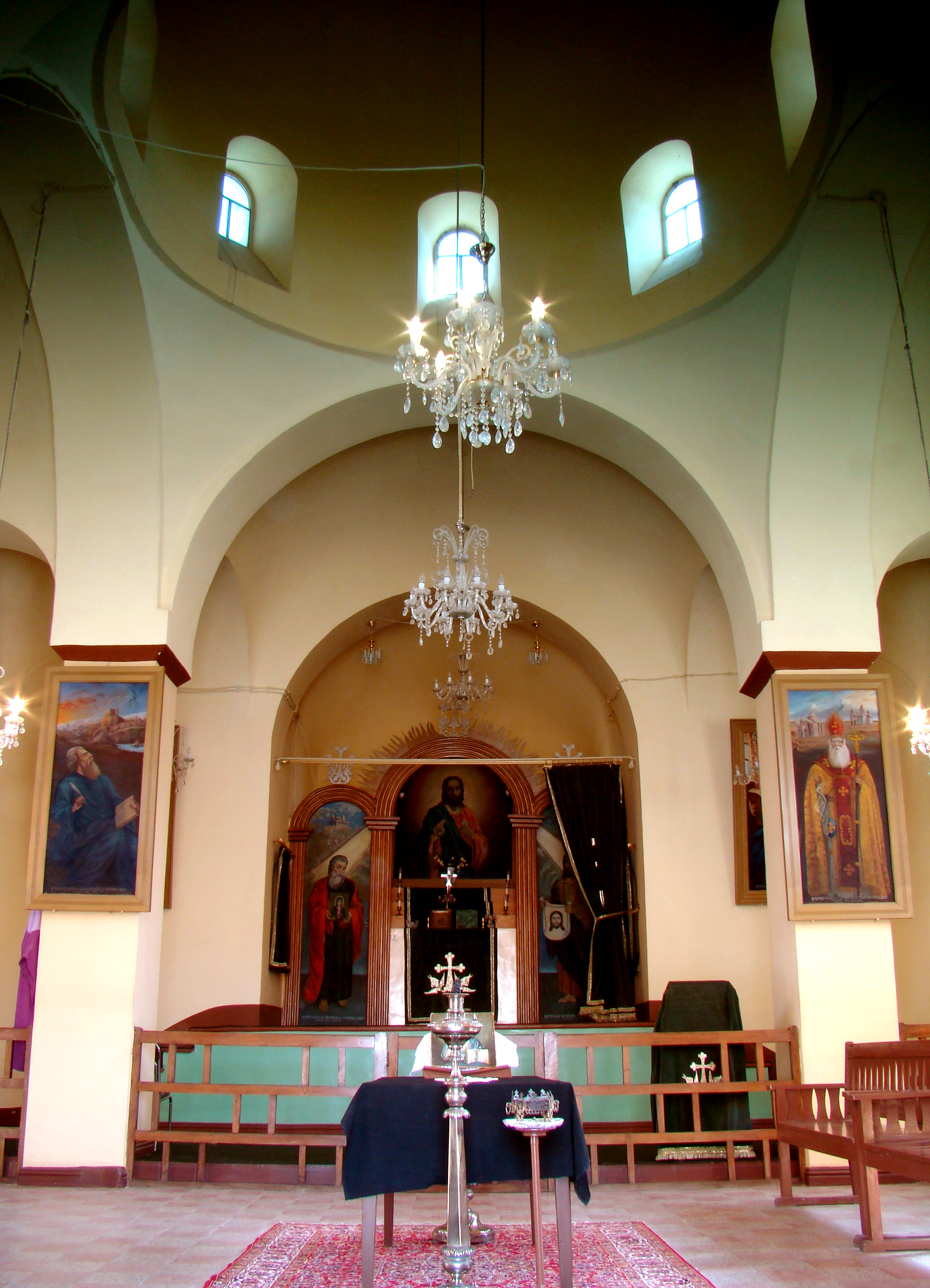
Inneres der Schoghakat-Kirche in Täbris

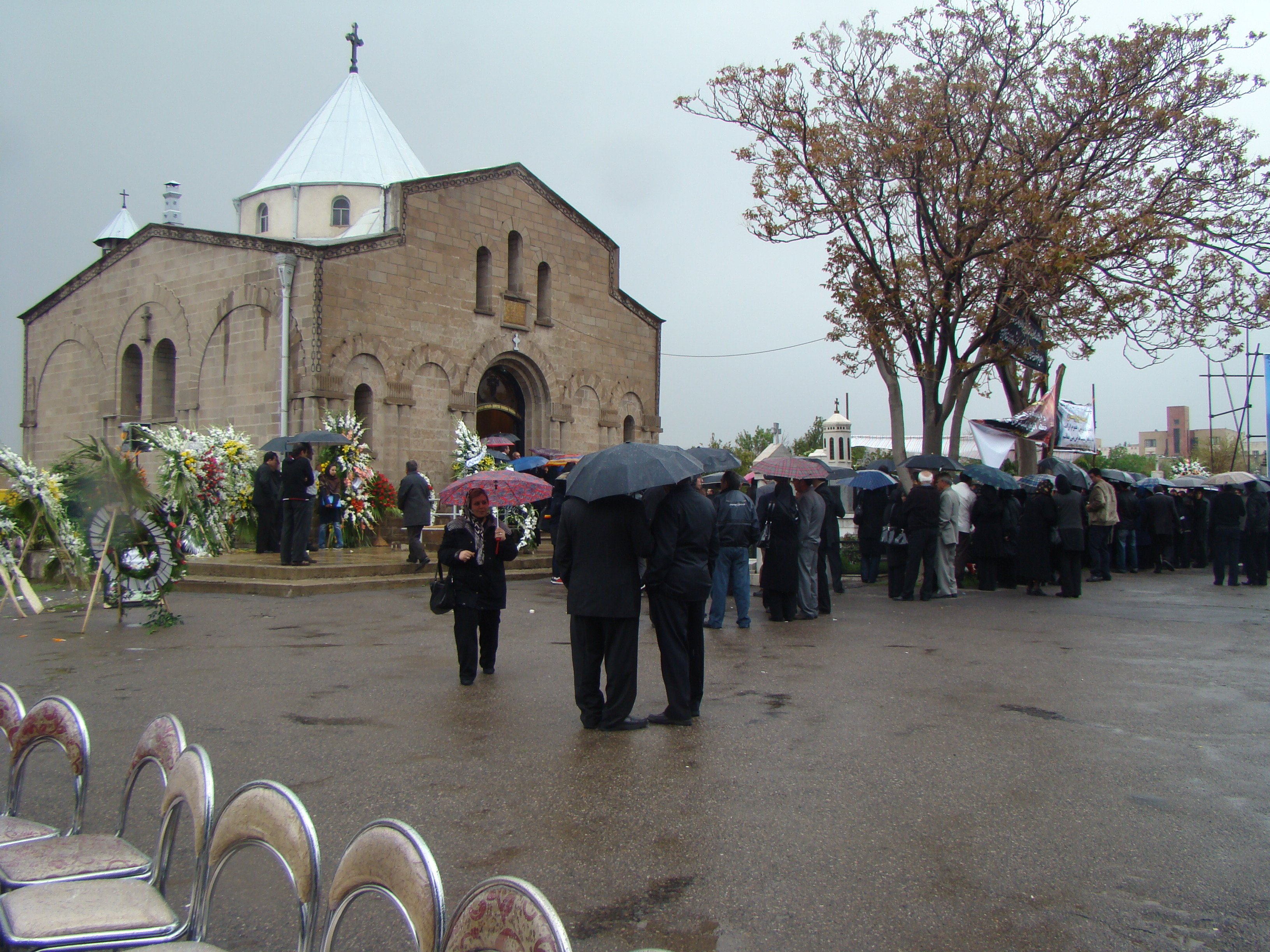
Begräbnis von Nshan Topouzian, 5. Mai 2010

Die armenisch-apostolische Schoghakat-Kirche (armenisch Թավրիժի Սուրբ Շողակաթ եկեղեցի Tawrischi Surb Schoghakat jekeghezi, kurz Surb Schoghakat oder nach westarmenischer Transkription Surp Schoghagat; übersetzt etwa „Heiliger Lichtstrahl“, persisch کلیسای شوغاگات مقدس) ist eine Kirche in der iranischen Stadt Täbris, die im Jahre 1940 fertiggestellt wurde. Sie gehört zur in Täbris ansässigen Diözese Atrpatakan (Aserbaidschan) der Armenisch-Apostolischen Kirche.

## Name
Die Kirche ist wie die berühmte Schoghakat-Kirche in Etschmiadsin nach dem Martyrium von 37 Nonnen benannt, die um das Jahr 301 hingerichtet wurden, die mit der heiligen Hripsime und ihrer Erzieherin und Klostervorsteherin, der heiligen Gajane, vor dem römischen Kaiser Diokletian nach Armenien geflohen waren. Während ihres Martyriums, zu dem sie der armenische König Trdat III. verurteilt hatte, nachdem sich Hripsime geweigert hatte seine Frau zu werden und Nonne bleiben wollte, soll ein Lichtstrahl erschienen sein, nach dem die Kirche später benannt wurde. Bald darauf konvertierte Trdat zum Christentum und erhob es zur Staatsreligion.
Die Mutter des Geldspenders für den Täbriser Kirchenbau, Simon Manocherian, hieß Schoghakat.

## Standort
Die Schoghakat-Kirche von Täbris steht auf dem von der Charm-Straße, dem Mashruteh-Boulevard und dem Bolvar-e-Mollasadra umgebenen armenischen Friedhof, an der Charm-Straße gegenüber der Fakultät für Architektur der Islamischen Kunstuniversität Täbris, der ehemaligen Lederfabrik Khosravi, nicht weit vom südlichen Ende der Südlichen Schariati-Straße (Schahnaz Süd).

## Geschichte
In alten Zeiten beerdigten die armenischen Christen in Täbris ihre Toten auf dem Friedhof bei der Kirche Mariam-Nanna in Maralan. In den 1850er Jahren erwarb die armenische Diözese Atrpatakan das Landstück für den neuen armenischen Friedhof von Täbris, als Sahak Satunjan Bischof war. Die Kirche wurde allerdings erst im 20. Jahrhundert errichtet. Der Kirchenbau wurde finanziert von Simon Manocherian, Direktor einer Lederfabrik, dessen 1939 verstorbene Mutter Schoghakat hieß, und 1940 fertiggestellt.

## Architektur
Die Kirche hat einen rechteckige Grundriss mit vier Quadratsäulen in der Mitte, die den Turm mit der Kirchenkuppel tragen und durch die das Innere in ein größeres Mittelschiff und zwei kleine Seitenschiffe geteilt wird. Der Eingang befindet sich an der Westseite, gegenüber dem Altar im Osten. Die äußeren Steinfassaden der Kirche an der Nord-, Süd- und Westseite der Kirche sind von halbkreisförmigen und ovalen Bögen eingerahmt.

## Auf dem Friedhof bei der Kirche begrabene Persönlichkeiten
- Nshan Topouzian (1966–2010), Prälat von Atrpatakan, begraben vor dem Eingang zur Kirche.[3]
- Nerses Melik Tangjan, Prälat von Atrpatakan während des Ersten und des Zweiten Weltkrieges, 40 Jahre lang[2]
- Bagrat, Prälat von Atrpatakan, gestorben 1991[2]
- Poghos Poghosjan, der während des Großen Völkermords als Waisenkind vom Südufer des Van-Sees nach Täbris kam, um den sich katholische Priester kümmerten und der zum Katholizismus konvertierte, um katholischer Priester zu werden[2]
- Familie Manocherian (Simon Manocherians Vater, gestorben 1944, und seine Mutter Schoghakat, gestorben 1939)[2]
- Dr. Aslanian (gestorben 1940)[2]
- Denkmal für die armenischen Märtyrer von Choy, niedergemetzelt 1918 von der osmanischen Armee[2]